# Naturschutzgebiet Brandtenberg
Das Naturschutzgebiet Brandtenberg ist ein 7,47 ha großes Naturschutzgebiet (NSG) westlich von Altastenberg im Stadtgebiet von Winterberg. Das Gebiet wurde 2008 mit dem Landschaftsplan Winterberg durch den Hochsauerlandkreis als NSG ausgewiesen. Das NSG gehört zum  FFH-Gebiet Bergwiesen bei Winterberg.

## Beschreibung
Das NSG besteht aus Wald. Im Wald finden sich neben Rotbuchenwald auch kleinere Rotfichtenbestände.

## Schutzzweck
Das Naturschutzgebiet wurde zur Erhaltung und Entwicklung eines Waldes und Grünlandbereiche als Lebensraum gefährdeter Tier- und Pflanzenarten ausgewiesen. Wie bei anderen Naturschutzgebieten in Deutschland wurde in der Schutzausweisung darauf hingewiesen, dass das Gebiet „wegen der landschaftlichen Schönheit und Einzigartigkeit“ zum Naturschutzgebiet wurde.